# Сорокинский (Новосибирская область)
Сорокинский — исчезнувший посёлок в Мошковском районе Новосибирской области. На момент упразднения входила в состав Кайлинского сельсовета укрупненного Болотнинского сельского района. Исключен из учётных данных в 1971 году.

## География
Располагался на правом берегу реки Иня, напротив села Кайлы.

## История
Посёлок был основан в 1925 г, как выселок села Кайлы. В 1926 году выселок состоял из 21 хозяйства. В административном отношении входил в состав Кайлинского сельсовета Гутовского района Новосибирского округа Сибирского края.
Решением Новосибирского облисполкома от 27.09.1971 г. № 650 посёлок исключен из учётных данных как фактический не существующий.

## Население
По переписи 1926 г. на выселке проживало 118 человек (53 мужчины и 65 женщин), основное население — русские.